# فراوانی (بوم‌شناسی)

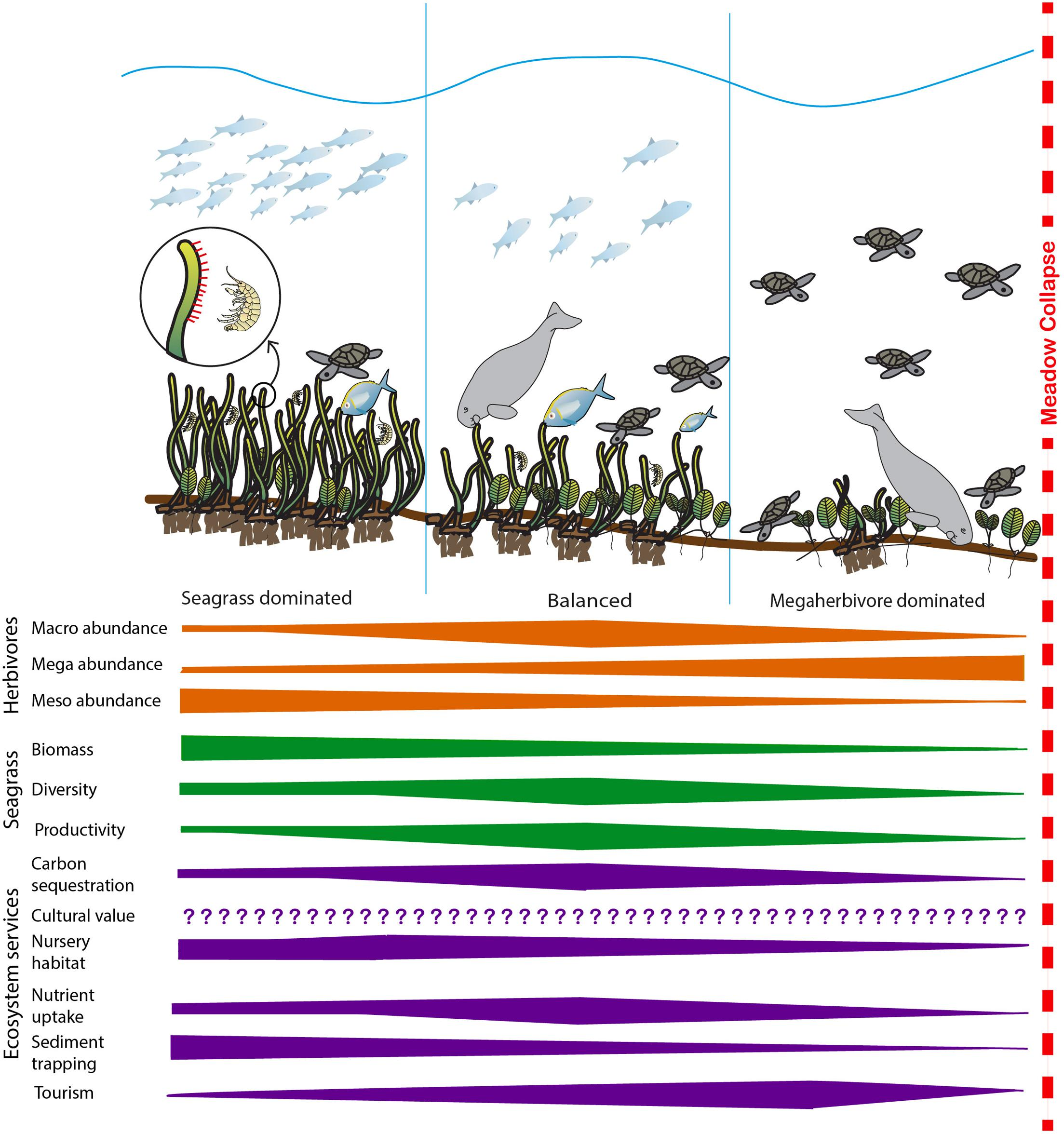
اثر فراوانی گیاهخواران در علفزار دریایی.

در بوم‌شناسی، فراوانی (به انگلیسی: Abundance) محلی، نمایش نسبی یک گونه در یک اکوسیستم خاص است. معمولاً به عنوان تعداد افراد یافت‌شده در هر نمونه اندازه‌گیری می‌شود. نسبت فراوانی یک گونه به یک یا چند گونه دیگر که در یک اکوسیستم زندگی می‌کنند، به عنوان فراوانی نسبی گونه‌ها نامیده می‌شود. هر دو شاخص در ارتباط با محاسبه تنوع زیستی هستند.

## اندازه‌گیری
چندین روش برای اندازه‌گیری فراوانی وجود دارد. نمونه‌ای از این دسته‌بندی‌ها، «فراوانی نیمه‌کمی» است. اینها روش‌های اندازه‌گیری هستند که دربردارندهٔ تخمین بر اساس دیده شدن در یک منطقه خاص با اندازه تعیین‌شده‌است. دو دسته‌بندی نیمه‌کمی برای فراوانی با عنوان DAFOR و ACFOR شناخته می‌شوند.
مقیاس ACFOR به شرح زیر است:
- A=Abundant - گونه «فراوان» دیده شده در منطقه داده شده‌است.
- C=Common - گونه «رایج» دیده شده در منطقه داده شده‌است.
- F=Frequent - گونه «نیمه‌رایج» دیده شده در منطقه داده شده‌است.
- O=Occasional - گونه «کم‌رایج (گهگاهی)» دیده شده در منطقه داده شده‌است
- R=Rare - گونه «نایاب» و «کمیاب» دیده شده در منطقه داده شده‌است.

مقیاس DAFOR:
- D=Dominant - گونه «چیره» دیده شده در یک منطقه معین است.
- A=Abundant - گونه «فراوان» دیده شده در یک منطقه معین است.
- F=Frequent - «گونه نیمه‌رایج» دیده شده در یک منطقه معین است.
- O=Occasional - گونه «کم‌رایج (گهگاهی)» دیده شده در یک منطقه معین است.
- R=Rare - گونه «نایاب» و «کمیاب» دیده شده در یک منطقه مشخص است.

این روش‌ها برای تخمین تقریبی فراوانی گونه‌ها در یک منطقه تعیین‌شده (قاب) مفید هستند، اما اندازه‌گیری دقیق یا عینی نیستند. بنابراین، اگر روش دیگری برای اندازه‌گیری فراوانی در دسترس است، باید از آن استفاده کرد، زیرا این امر منجر به داده‌های مفیدتر و قابل اندازه‌گیری می‌شود